# Calamagrostis gigas
Calamagrostis gigas là một loài thực vật có hoa trong họ Hòa thảo. Loài này được Takeda mô tả khoa học đầu tiên năm 1910.